# Het Herenbolwerk
Het Herenbolwerk is een term voor de oligarchische klasse die in de periode 1748-1888 de macht in de landschap en later provincie Drenthe in handen had. Meer specifiek centreerde deze macht zich vanaf ongeveer 1780 rondom de in Assen opgerichte Herensociëteit. Een andere naam voor deze klasse was dan ook wel de Asser heren. De aard van deze klasse verschilde niet wezenlijk van de regentenklasse in de rest van Nederland, maar zowel haar opkomst als haar neergang vonden later plaats.
De term is gemunt door historicus Lammert Buning, het was de titel van zijn proefschrift uit 1966; voluit: Het Herenbolwerk. Politieke en sociale terreinverkenningen in Drenthe over de periode 1748-1888. Hij verdedigde met zijn proefschrift de stelling dat de macht in Drenthe in deze periode vrijwel onafgebroken in handen geweest is van deze regentenklasse en dat deze niet wezenlijk werd aangetast door zowel de Franse Omwenteling als de Revolutie van 1848. Pas na de verkiezingen van 1888, na een belangrijke uitbreiding van het kiesrecht in 1887, die tot gevolg had dat zowel burgerlijk-liberalen, anti-revolutionaire kleine luyden en socialisten zich politiek emancipeerden, nam Drenthe afscheid van het Ancien Regime, aldus Buning.
De term heeft sindsdien breed ingang gevonden in de regionale geschiedschrijving in Drenthe.